# Do to the Beast
| Críticas profissionais | Críticas profissionais |
| Avaliações da crítica  | Avaliações da crítica  |
| Fonte                  | Avaliação              |
| ---------------------- | ---------------------- |
| Allmusic               | [ 1 ]                  |
| Pitchfork Media        | [ 2 ]                  |
| The Line of Best Fit   | [ 3 ]                  |
| Rolling Stone          | [ 4 ]                  |

Do To The Beast é o sétimo álbum de estúdio da banda The Afghan Whigs, o primeiro em 16 anos. Foi lançado em 15 de abril de 2014 pela Sub Pop - a mesma gravadora que lançou os álbuns Up in It e Congregation.

## Recepção
O álbum recebeu críticas positivas em sua maioria; de acordo com o site Metacritic, ele possui uma nota de 74%, indicando "críticas geralmente favoráveis". Um crítico do Los Angeles Times  conclui que o álbum era "mais suave e temperamental do que o Afghan Whigs no auge". Uma crítica da Rolling Stone escreveu que, no álbum, "a intensidade elegantemente desprezível ainda está lá, no seu primeiro disco desde o excelente 1965, de 1998, apenas com uma paleta mais ampla."

## Faixas
Todas as faixas foram compostas por Greg Dulli.
| N.º | Título              | Duração |  |
| 1.  | "Parked Outside"    | 4:36    |  |
| 2.  | "Matamoros"         | 2:43    |  |
| 3.  | "It Kills"          | 3:33    |  |
| 4.  | "Algiers"           | 4:03    |  |
| 5.  | "Lost in the Woods" | 4:54    |  |
| 6.  | "The Lottery"       | 4:04    |  |
| 7.  | "Can Rova"          | 3:44    |  |
| 8.  | "Royal Cream"       | 4:33    |  |
| 9.  | "I Am Fire"         | 2:51    |  |
| 10. | "These Sticks"      | 5:49    |  |

## Créditos

### Integrantes
- Greg Dulli
- John Curley
- Cully Symington
- Rick Nelson
- Dave Rosser
- Jon Skibic
- Mark McGuire

### Músicos adicionais
- Van Hunt
- Steve Myers
- Johnny "Natural" Najera
- Joseph Arthur
- Patrick Keeler
- Dave Catching
- Clay Tarver
- Ben Daughtrey
- Alain Johannes
- Petra Haden
- Ben Jaffe
- Jon Ramm
- John Culbreth
- Nick Ellman
- Charles Kahn

### Engenheiros de gravação
- Mathias Schneeberger
- Justin Smith
- David Rosser
- Kerry Brown
- Mike Napolitano
- Rick Nelson
- Christopher Thorn
- John Curley

### Mixagem
- Mike Napolitano
- Mathias Schneeberger
- Greg Dulli

### Masterização
- Gavin Lurssen

### Fotografia
- Amanda Demme

### Arte
- Christopher Friedman